# Communauté de Caulmont
Caulmont est une communion œcuménique qui rassemble des chrétiens de France et d'Europe. 

## Caulmont aujourd'hui
Caulmont est une association qui porte les valeurs d'accueil et de prière, d'œcuménisme et de permaculture. 
C'est un lieu d'accueil, avec la Maison de Caulmont à Mars, qui reçoit des personnes désireuses de vivre un temps de halte, de vacances ou de ressourcement.
En 2020 : Benoit Ingelaere, pasteur de l’Église protestante unie de France devient prieur de Caulmont. Cette même année, la communauté décide de déménager le lieu de vie de Devesset au hameau Les Hugons à  Mars, en Ardèche.
Depuis 2017 Caulmont est engagé dans une démarche écologique pensée en termes de permaculture. En ce sens, elle rejoint le label église verte. Plusieurs responsables sont formés par un cours certifié de permaculture (CCP) 

## Histoire

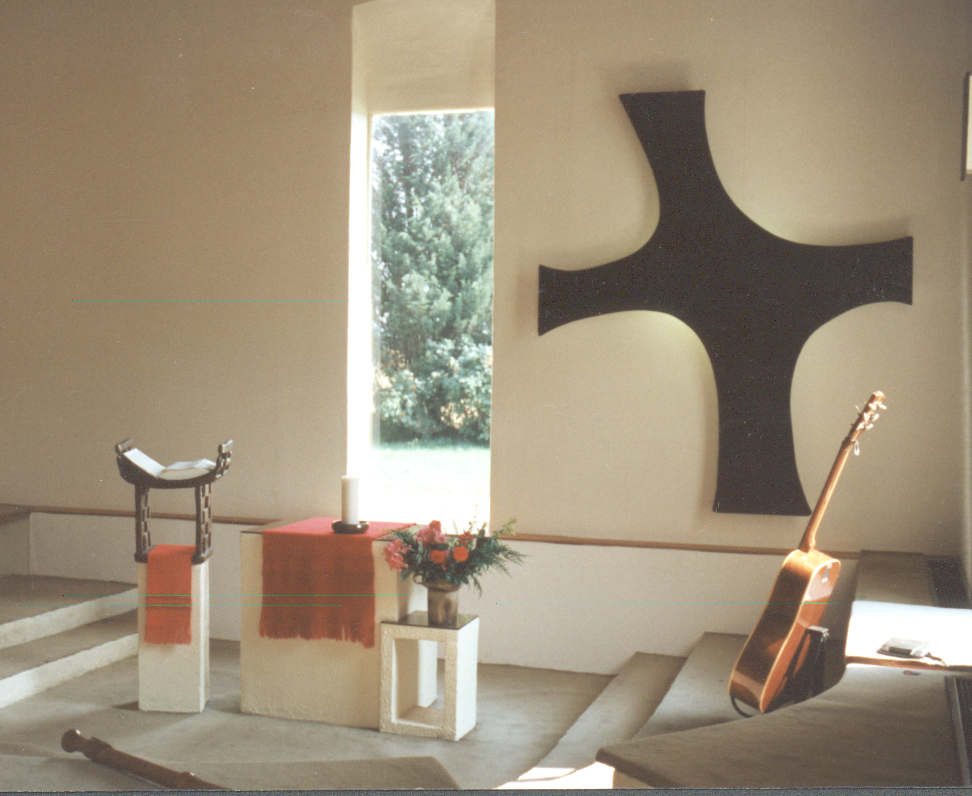
Chapelle.

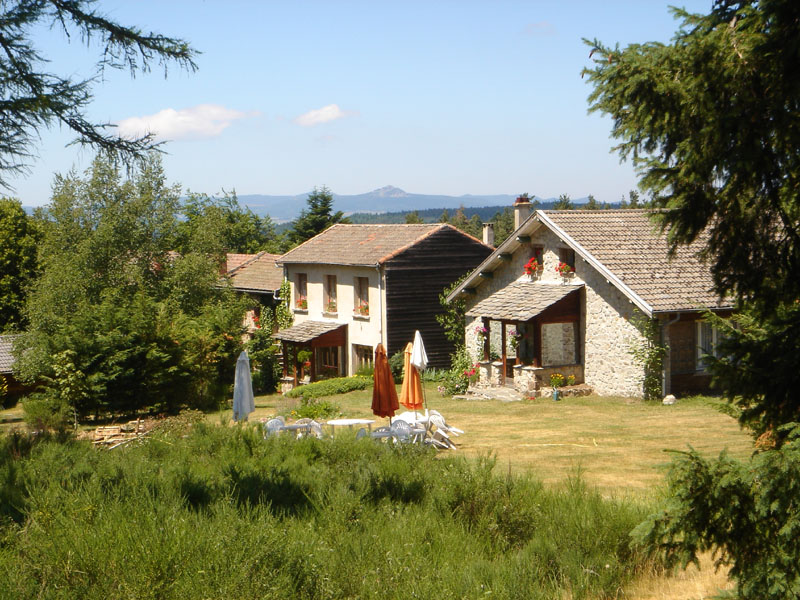
Hôtellerie de Devesset (depuis 2007-2020).

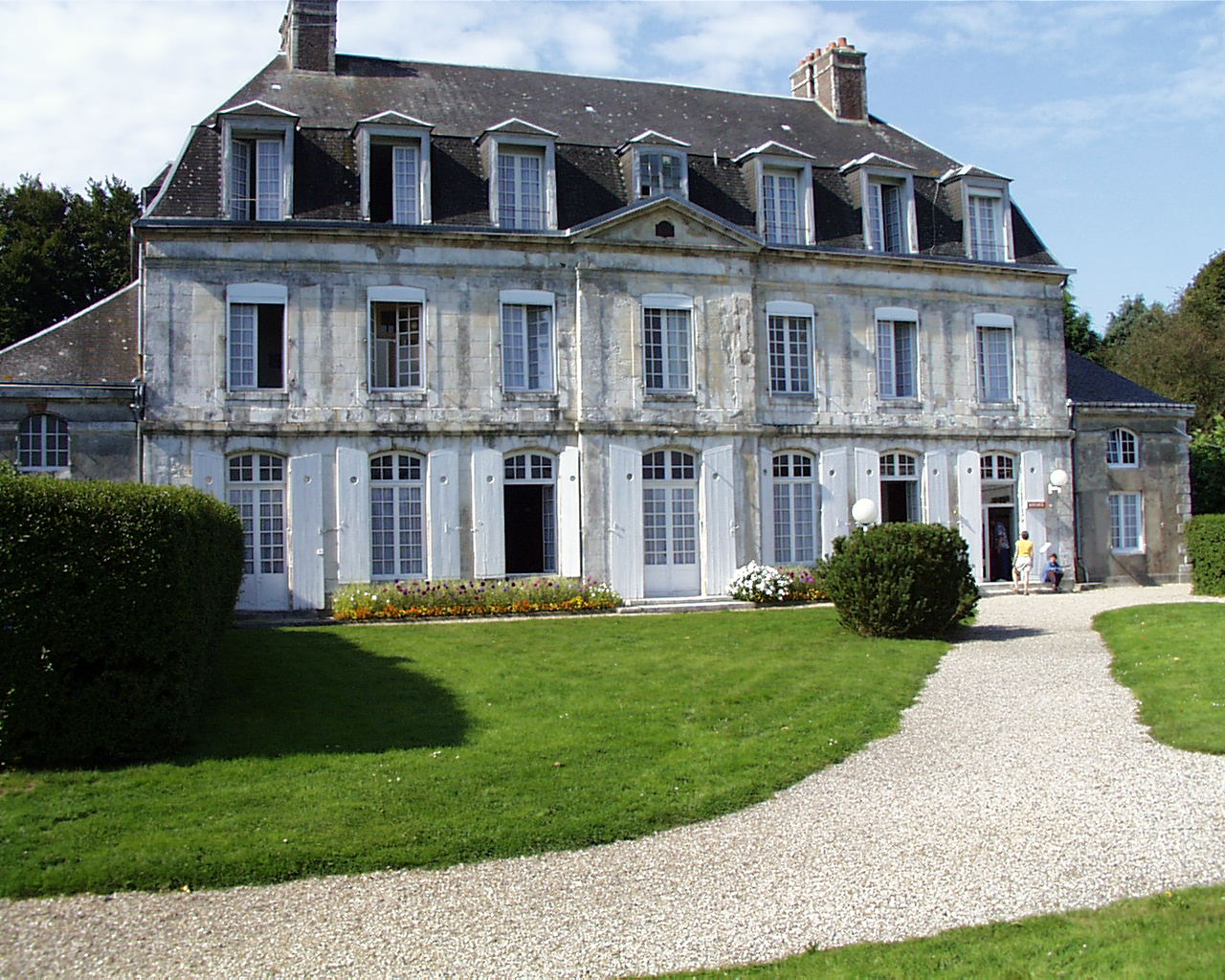
Hôtellerie de Froberville (1976-2005)

La Communauté de Caulmont a été fondée en août 1970 au Meux (Oise), rue de Caulmont d'où elle tira son nom. Myriam et Bernard Kornig, pasteurs de l'Église réformée de France expérimentent alors un projet « d'accueil et de loisirs, ouvert à tous, autour d'une petite équipe communautaire, en référence à Jésus-Christ ». En 1974, la Communion de Caulmont est créée. Association cultuelle, elle rassemble les premiers «équipiers». Eux ne vivent pas sur place, mais s'engagent dans une démarche œcuménique à faire vivre Caulmont, et à en vivre. 
En Juillet 1976 : la Communauté de Caulmont déménage à Froberville (Seine-Maritime), en Normandie. En 1984, Après dialogue avec l'église catholique et Michel Saudreau, évêque du Havre, la Communauté de Caulmont accueille en ses murs la petite communauté des religieuses bénédictines hospitalières de Fécamp, trop âgées pour rester autonomes. Ce « jumelage » des deux communautés durera jusqu’en 1991. 
En 24 mai 2005 : un incendie détruit complètement l’hôtellerie de la Communauté de Caulmont. Devant l'ampleur des travaux, la communauté renonce à reconstruire, et décide de quitter la Normandie. De juillet 2007 à mai 2008, l’activité de la communauté est scindée en deux lieux géographiques : l’hôtellerie de Caulmont s’implante en juillet 2007 à Devesset (Ardèche) tandis que le prieuré s'installe en mai 2008 à Saint-Pierre-la-Mer (Aude). 

## Fonctionnement
La communion de Caulmont est gouvernée par le CRAC : Comité des Responsables des Associations de Caulmont. 
Un délégué de l’Église catholique et un délégué de l’Église protestante unie de France siègent au conseil d’administration de la Communauté de Caulmont. 
La Communauté de Caulmont est membre du département des communautés de la Fédération protestante de France. 

## Engagements et éthique
Extrait du Sillon, texte fondateur de la communion de Caulmont :
- Vivre au cœur de l’évangile, dans la communion fraternelle,
- le défi de la prière, le risque de l’accueil,
- le pari de l’unité,
- l’urgence du partage et du soin de la création :
- C’est l’appel que Caulmont t’adresse !